# 普里博伊岩
62°22′05″S 59°21′50″W / 62.36806°S 59.36389°W
普里博伊岩（Priboy Rocks），是南極洲的岩石，位於南設得蘭群島的羅伯特島東岸，處於斯米爾寧斯基角以東0.75公里和佩雷利克角以北0.85公里，長1.65公里、寬1.2公里，以保加利亞西部城鎮命名，現時由南極條約體系管理。